# Nénuphar blanc
Nymphaea alba
Espèce
Classification phylogénétique
Statut de conservation UICN

 LC  : Préoccupation mineure
Le Nénuphar blanc, Grand nénuphar, Nénufar blanc ou Nymphéa (Nymphaea alba), est une espèce de plantes à fleurs de la famille des Nymphaeaceae. C'est une plante herbacée vivace aquatique d'origine eurasiatique.
Par rapport au Nénuphar jaune, il est bioindicateur d'une meilleure qualité d'eau.

## Aire de répartition
C'est une espèce eurasiatique qu'on rencontre dans toute l'Europe, y compris l'Europe du Sud. Quelques localisations ont été signalées en Égypte et en Afrique du Nord (Maroc, Algérie). Quand il est présent sur des lacs créés par l'homme, il peut y avoir été introduit.

## Description et biologie

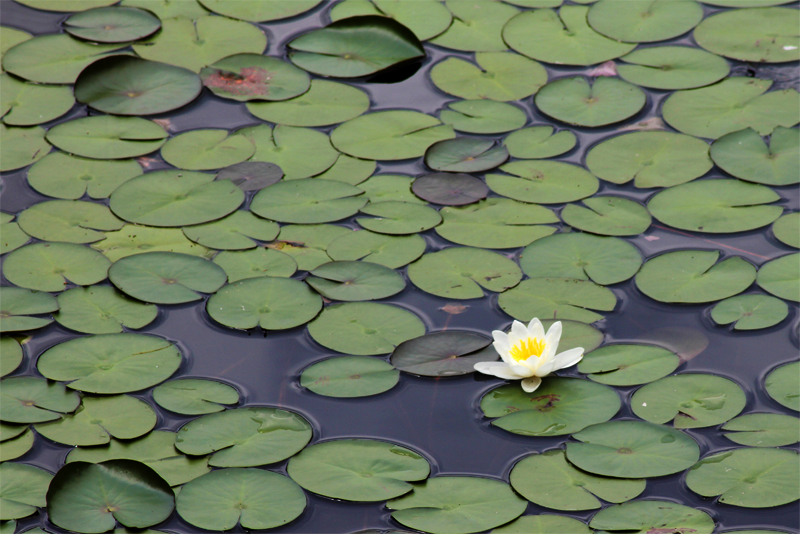
Nénuphars blancs.

Cette plante aquatique peut atteindre deux mètres de haut (dans la colonne d'eau). Elle se développe dans les eaux dormantes, les bras morts des rivières et sur les lacs. À partir d'un rhizome, enraciné dans le fond, poussent les longs pétioles des feuilles dont les limbes flottent à la surface. Les feuilles sont grandes, plus ou moins cordiformes, arrondies, entières, coriaces, avec des lobes bien marqués.
Le calice se compose de quatre sépales, la corolle d'une vingtaine de pétales. Les étamines sont également très nombreuses et pourvues d'anthères jaunes ; les filets des étamines internes sont linéaires, ceux des étamines externes très larges. Les étamines entourent entièrement le pistil dont le stigmate jaune compte plus de vingt lobes.
Le Nénuphar blanc serait anaphrodisiaque.
Les fleurs de Nénuphar blanc s'ouvrent à la lumière et se ferment quand il fait sombre. Après la floraison et fécondation, le pédicelle s’enroule ce qui fait plonger la fleur sous l’eau où le fruit se développera. Les graines (ellipsoïdes et longues de 2-3 mm) une fois mûres seront libérées et flotteront en surface grâce à un arille plein d'air. Le vent ou le courant les dispersent alors, puis elles coulent et peuvent germer sur la vase . Ces graines sont récalcitrantes car elles meurent quand elles sèchent,, (mais peuvent être stockées dans de l'eau refroidie).

Fleurs de Nénuphar blanc
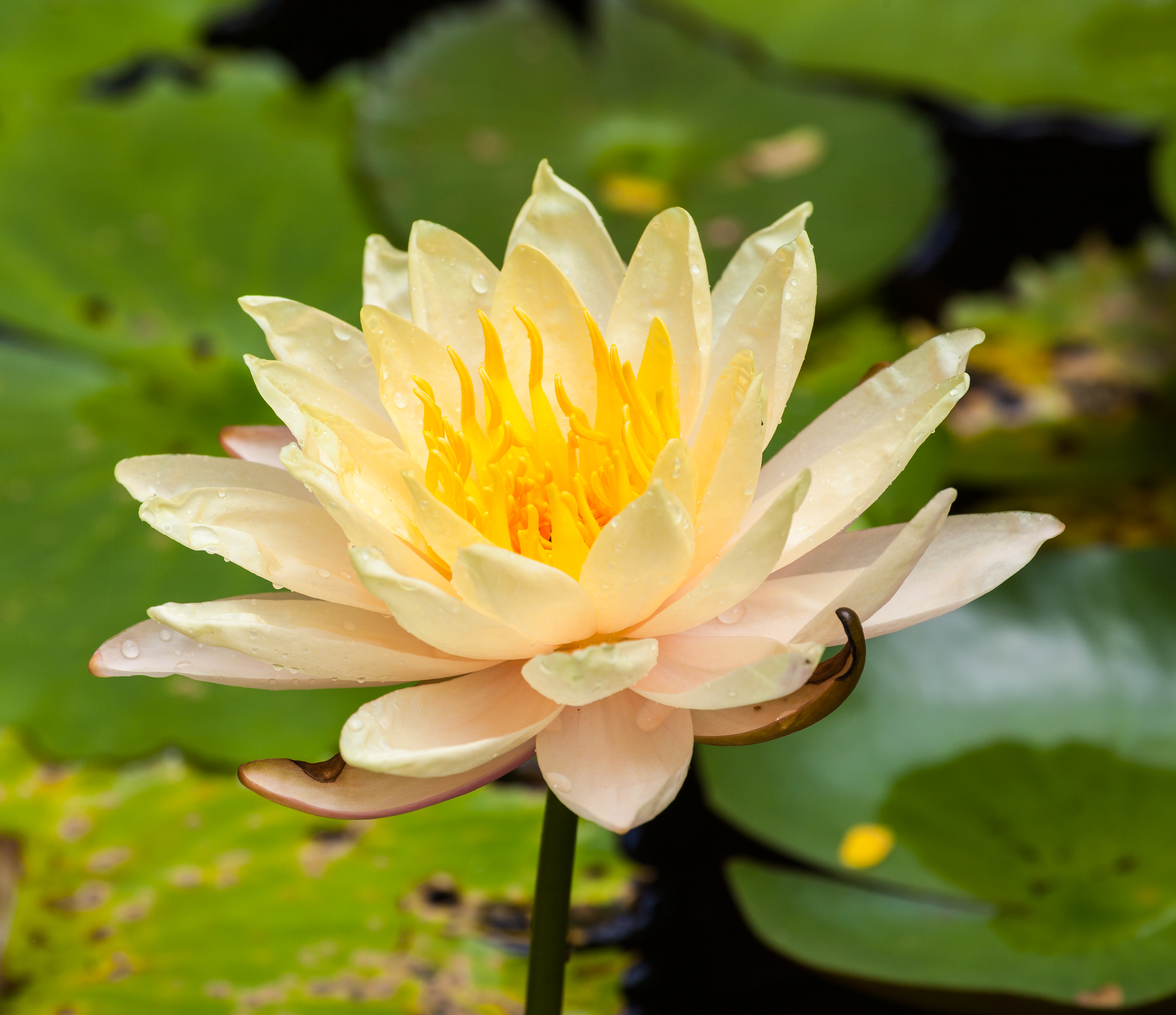
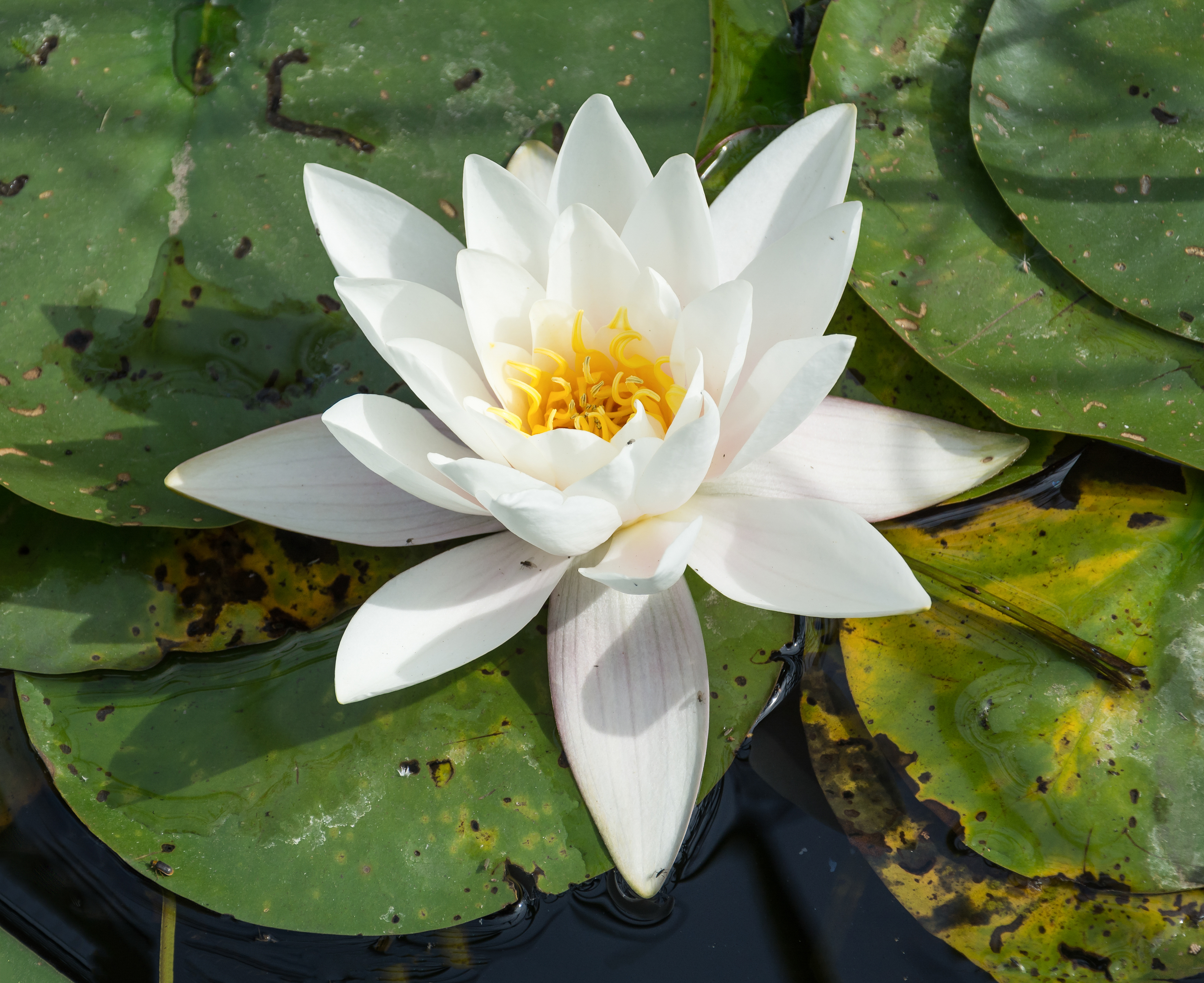
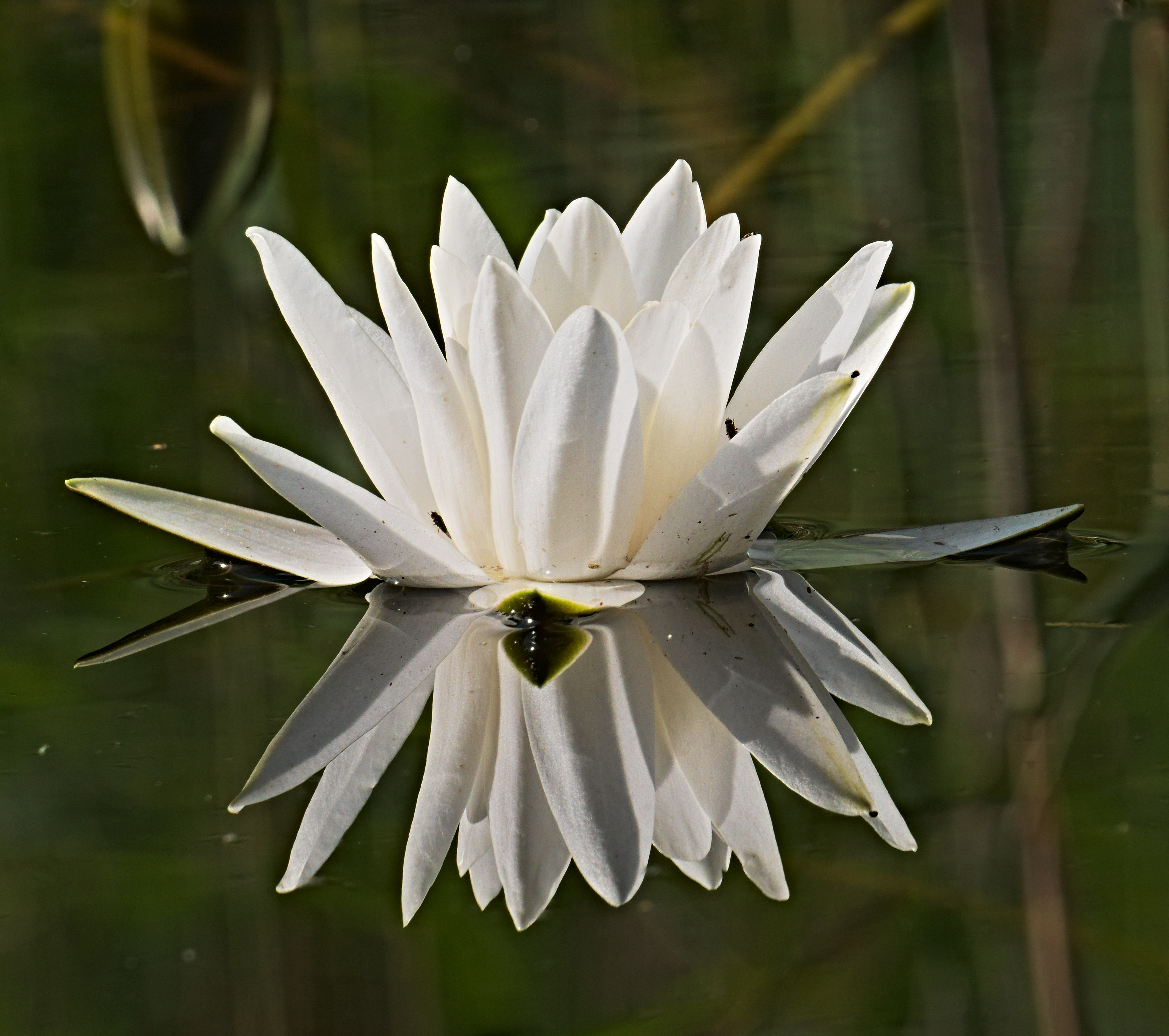

Selon une étude récente (2007), la tortue Cistude d'Europe (Emys orbicularis) semble aussi contribuer à la dispersion des graines y compris contre le courant et d'un plan d'eau à l'autre. Le transit de la graine dans son système digestif a un effet différent selon que la graine germe à la lumière ou dans le noir. Les premières ont alors une germination retardée la première année et les autres années, mais en fin d'étude, la germination totale était comparable à celles des graines du groupe de contrôles. Pour les graines germant dans le noir, le transit dans le système digestif retardait la germination au cours de la première année mais l’accélérait à long terme, avec in fine une amélioration de la germination totale (par rapport aux graines-contrôles). La cistude est menacée et a déjà disparu d'une grande partie de son aire naturelle de répartition.
On a observé en Floride que la Tortue de Floride a des fonctions écosystémiques de ce type (zoochorie).
Le Nénufar blanc se reproduit aussi asexuellement par fragmentation de son rhizome.
Risques de confusion : Ce nénuphar peut être confondu avec le Nénuphar jaune (Nuphar lutea, dont la fleur est jaune et plus petites et les feuilles  plus allongées, moins épaisses et légèrement gaufrées sur ses bordures). Il peut aussi être confondu avec le Petit nénuphar (Hydrocharis morsus-ranae) aussi dénommé Grenouillette (dont les fleurs n'ont que 3 pétales, contre une vingtaine pour Nénuphar blanc et dont les feuilles sont très rondes et au diamètre plus petit jamais plus de  8 à 10 cm, soit bien moins que les 15 à 25 cm de diamètre de celles du Nénuphar blanc).

## Caractéristiques
Organes reproducteurs
- Type d'inflorescence : fleur solitaire terminale ;
- Répartition des sexes : hermaphrodite ;
- Type de pollinisation : entomogame, autogame ;
- Période de floraison : juin à septembre.

Graine
- Type de fruit : akène ;
- Mode de dissémination :  hydrochorie (lors des crues et inondations notamment), mais certaines animaux semblent aussi pouvoir contribuer à disperser les graines de nénuphars sans les endommager, y compris d'un point d'eau à un autre point d'eau proche.

Habitat et répartition
- Habitat type : herbiers dulçaquicoles, eutrophiles ;
- Aire de répartition : eurasiatique, Amérique du Sud

Données d'après : Julve, Ph., 1998 ff. - Baseflor. Index botanique, écologique et chorologique de la flore de France. Version : 23 avril 2004. 

## Espèces et sous-espèces
On peut rencontrer en Europe à l'état naturel deux autres espèces de nénuphars blancs : Nymphaea candida, et Nymphaea tetragona. Ces espèces sont très semblables à Nymphaea alba et peuvent cohabiter avec ce dernier dans le nord de l'Europe. Le premier, Nymphaea candida, appelé nénuphar boréal ou petit nénuphar, est présent de manière rare et dispersée dans le nord et l'est de la France, il est bien plus fréquent en Europe centrale, orientale et septentrionale. Il est assez courant en Campine belge. Il est un peu plus petit que Nymphaea alba mais très ressemblant, on le distingue surtout par le nombre de chromosomes des cellules somatiques. Le second, Nymphaea tetragona, est encore plus petit et sa répartition est plus nordique, il est absent en France.
Nymphaea alba comprend deux sous-espèces :
- N. alba subsp. alba
- N. alba subsp. occidentalis (Ostenf.) Hyl. aux fleurs généralement plus petites et plus discrètes.

Nymphea alba existe également sous une forme rose à l'état sauvage : Nymphea alba f. rosea (cette forme est protégée en Finlande).

## Usages

### Usages alimentaires
Rhizome : Selon l'ethnobotaniste François Couplan, le rhizome du nénuphar blanc a été autrefois été consommé par exemple en Finlande (après ébullition dans une ou plusieurs eaux pour éliminer les principes amers), et il était encore récemment consommé en Bosnie. On en aurait aussi fait autrefois une boisson fermentée en France. Il contient de l'amidon et des sucres, du mucilage, des tanins, mais aussi des alcaloïdes (nupharine notamment, comme chez les Nuphars), un glycoside (nymphaline) et un œstrogène. Il est consommé en Asie, Amérique du Nord, Australie… Dans la plupart des espèces de cette famille, le rhizome contient des molécules qui le rendent âcre, que l’on peut éliminer par une longue cuisson à l’eau.
Fruits : parfois consommé cru (ex dans le nord-ouest de l'Espagne).
Graines : consommées autrefois en Europe en bouillie ou pain, comme en Bosnie jusqu’à récemment. Elles sont encore un aliment courant dans certaines régions du centre de l’Amérique, d’Afrique, d’Asie et d’Australie. Les ceylanais les conservent parfois dans le vinaigre ou les mangent avec le fruit encore vert, en curries.

### Usages médicaux
Le rhizome est réputé anaphrodisiaque, antispasmodique et astringent. 
La nymphaline qu’il contient est un tonifiant cardiaque.

### Usages tinctoriaux
Les Irlandais et Écossais teignent parfois la laine de mouton avec le rhizome qui lui donne une teinte bleu-noir.